# Ogg
Ogg – format kontenera strumieni danych, opracowany przez fundację Xiph.org, stworzony, by wspierać inicjatywy związane z rozwojem wolnego oprogramowania do kodowania i dekodowania multimediów.
Często spotykany zapis wielkimi literami „OGG” jest nieprawidłowy.
Jest to także nazwa rodziny kodeków, co powoduje częste nieporozumienia: np. film zapisany w kontenerze AVI może zawierać strumień dźwięku Vorbis, a w kontenerze Ogg może znajdować się strumień dźwięku w formacie MP3 i obraz kodowany jako DivX/Xvid.
Kontener Ogg może zawierać wiele multipleksowanych strumieni dźwięku, obrazu i napisów. Zgodnie ze specyfikacją, pliki audio zawierające muzykę mają rozszerzenie.oga, pliki wideo rozszerzenie.ogv, a aplikacje zawarte w tym kontenerze rozszerzenie.ogx. Dla kontenera zawierającego tylko dźwięk w formacie Vorbis używa się rozszerzenia.ogg.

## Kodeki z rodziny Ogg
- kodeki dźwięku
  - stratne
    - Speex: kompresja mowy z niską przepływnością (2-44 kbps)
    - Vorbis: kompresja dźwięku ze średnią i wysoką przepływnością (do 499 kbps)

  - bezstratne
    - Squish: pierwszy kodek Ogg, obecnie zastąpiony przez FLAC
    - FLAC: kompresja nagrań wysokiej jakości i nagrań archiwalnych; początkowo był to niezależny projekt, który przyłączył się do rodziny Ogg
    - OggPCM: dźwięk PCM umieszczony w kontenerze Ogg

- kodeki wideo
  - Theora: oparty na VP3 firmy On2, zaadaptowany do wymagań Ogg (m.in. licencyjnych)
  - Tarkin: eksperymentalny kodek używający transformat falkowych 3D
  - OggDirac: eksperymentalny falkowy kodek obrazu

- kodeki napisów
  - Writ: format napisów dla uzupełnienia kontenera Ogg o informacje tekstowe
  - CMML: format napisów usadowionych w czasie

## Tworzenie plików Ogg
Istnieje wiele programów – często darmowych – pozwalających w łatwy sposób tworzyć pliki Ogg, zaliczyć do nich można: Oggdrop, OggdropXPd, FreeRIP, Audacity i inne. Dostępny jest też program oggenc pozwalający pracować z poziomu wiersza poleceń.

## Struktura strony
Strona Ogg to jednostka danych o zmiennej wielkości wewnątrz strumienia Ogg.